# Charadrius sanctaehelenae

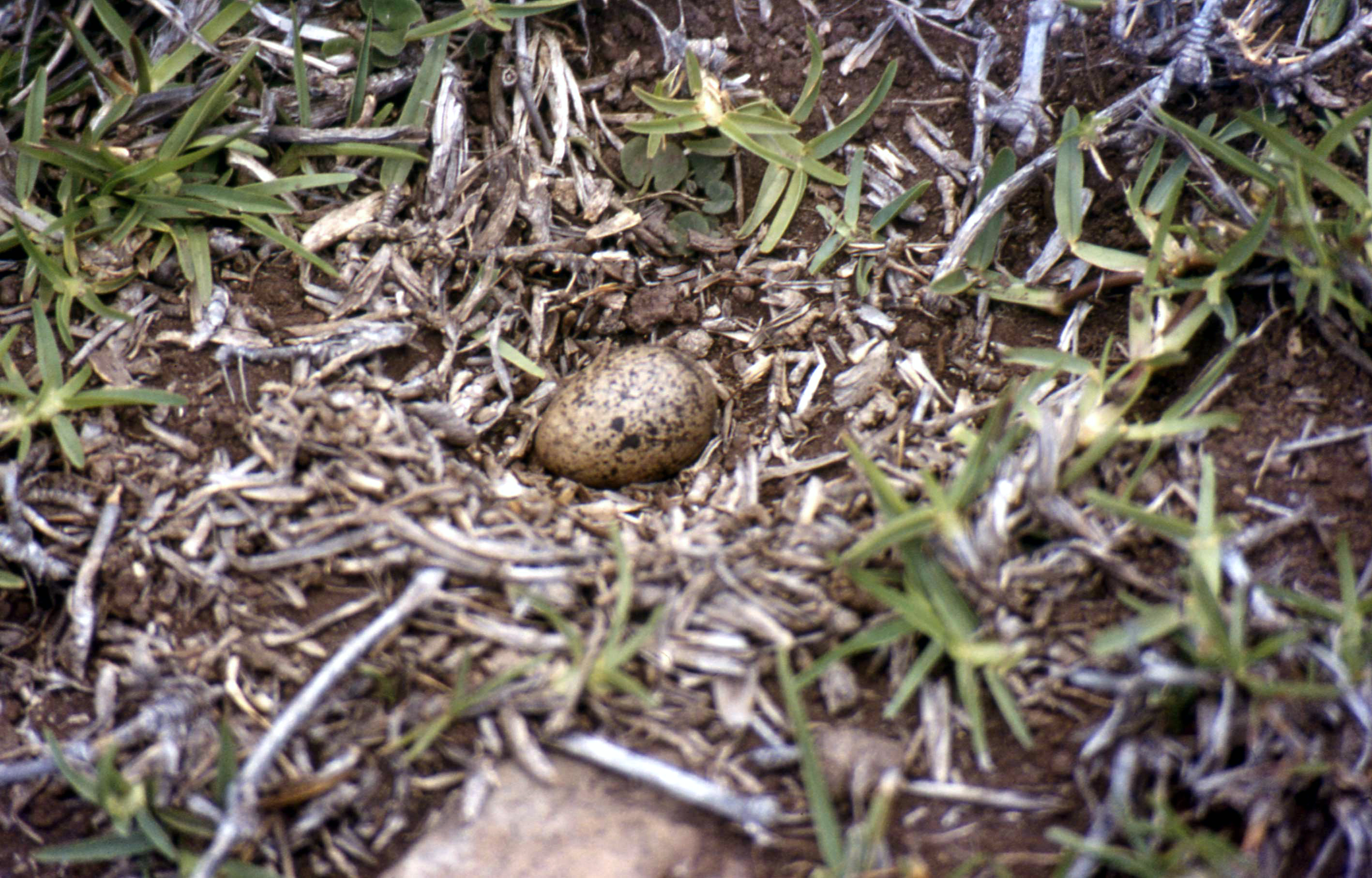
Tổ và trứng C. sanctaehelenae

Charadrius sanctaehelenae là một loài chim lội đặc hữu đảo Saint Helena giữa Đại Tây Dương. Loài chim này có bề ngoài tương tự Charadrius pecuarius ở châu Phi hạ Sahara, nhưng lớn hơn. Đây là quốc điểu của St Helena và được khắc trên tiền xu tại đây. Những mối đe dọa với chúng là việc bị mèo bắt, sự cạnh tranh với sáo nâu, và phá rừng. Năm 2016, quần thể loại này có 560 con trưởng thành, tăng mạnh so với 200 con năm 2006; do đó, IUCN xếp loài này vào mức dễ thương tổn, thay vào mức cực kỳ nguy cấp trước đó.